# Прибыл, Денис Сергеевич
Денис Сергеевич Прибыл (родился 3 марта 1989) — российский спортсмен, бронзовый призёр Универсиады 2013 года по академической гребле.

## Биография
Выступает за ЦСК «Локомотив».
Участник четырёх чемпионатов Европы. На чемпионате Европы — 2011 был 5-м в гонке одиночек. Далее, выступая в парной двойке, был седьмым (2012), 15-м (2013) и 16-м (2014).
Бронзовый призёр Универсиады в Казани.
Участник первенства мира среди юниоров в Пекине (2007). Был 13-м в одиночке. Выступал на этапе Кубка мира в испанском Баньолесе (2009). Результат — 19-е место в одиночке.
Участник трех молодёжных первенств мира (2009—2011). Серебряный призёр в четвёрке парной (2010). 2009 год (Радице, Чехия): одиночка — восьмое. 2010 (Брест, Белоруссия): четверка парная — второе. 2011 год (Амстердам, Голландия): четверка парная — седьмое.
Победитель международных соревнований «Большая московская регата» в четвёрке парной (2010, 2011, 2012), в двойке (2012), серебряный призёр в двойке (2009—2011). Победитель международной регаты «Золотая осень» (2006, 2007).
Победитель молодёжного первенства России в одиночке (2010), молодёжной Спартакиады (2010), юниорского первенства России (2007), первенства России среди учащихся (2006). Победитель всероссийских соревнований «Надежды России» (2006) и «Донская регата» (2007, 2009).
Победитель Чемпионата России в двойке (2012), серебряный призёр в четвёрке парной (2012). Победитель Кубка России в двойке (2013), серебряный призёр (2012).
Участник Чемпионата Европы (2012). Участник Международной регаты в Италии «Мемориал Паоло д' Аложи» (2013).